# Maungaturoto
Maungaturoto est une petite ville de la région du Northland de l'île du Nord de la Nouvelle-Zélande. Bien qu'elle ait une population de seulement 750 habitants, c'est la deuxième plus grande ville du district de Kaipara.
Maungaturoto est située près de la rivière Otamatea, à 25 kilomètres au nord de Wellsford et à 45 kilomètres au sud de Whangarei.
L'antipode de Gibraltar est situé à 5 kilomètres au sud de la ville.